# Kaneland
Kaneland (latin: Anas cyanoptera eller Spatula cyanoptera) er en amerikansk andefugl.